# Willy Leyrer
Wilhelm „Willy“ Leyrer (* 5. April 1908 in Wattenscheid; † 30. November 1986, vermutlich in Hessen) war ein deutscher Schauspieler.

## Leben und Wirken
Wilhelm Leyrer hatte Ende der 1920er Jahre seine künstlerische Ausbildung an der Folkwangschule erhalten und begann seine Bühnenlaufbahn 1930 mit dem Edom in Richard Beer-Hofmanns Jakobs Traum, ebenfalls in Essen. Es folgten Verpflichtungen an Bühnen in Bochum, Paderborn, Hildesheim, Lübeck und Erfurt. Von 1944 bis 1958 gehörte der Wattenscheider dem Landestheater Darmstadt an, 1957/58 war er auch an dem Münchner Kammerspielen beschäftigt. Anschließend spielte Willy Leyrer erneut in Essen, gastierte bei den Festspielen in Wunsiedel, wirkte dann in Wuppertal und gehörte in den 1960er und 1970er Jahren lange Zeit dem Ensemble des Staatstheater Kassel an.
In seiner jahrzehntelangen Bühnenarbeit spielte Leyrer die gesamte Palette von kleinen bis großen Rollen, in klassischen Dramen ebenso wie in heiteren Volksstücken. Man sah ihn u. a. als Shylock in Der Kaufmann von Venedig, als Hein Lammers in Der Etappenhase, als Wurm und als Miller in Kabale und Liebe, als Antonio in Torquato Tasso, als Kottwitz in Der Prinz von Homburg, als Tobias Rülps in Was ihr wollt, als der Herzog von Kent in König Lear, als Butler in Wallenstein, als Pierre in Krieg und Frieden sowie als Wedekinds König Nicolo und als Büchners Woyzeck. Kurz nach Kriegsende 1945 begann Leyrer auch häufig für Hörspiele zu arbeiten.
Vor die Kamera trat Willy Leyrer recht spät; erst mit beinah 50 Jahren begann er vor allem in Fernseh- und in einigen ganz wenigen Kinofilmproduktionen mitzuwirken. Seinen Einstand gab er 1956 mit dem Alfred Doolittle in einer Fernsehfassung von Shaws Pygmalion. Später verkörperte er die verschiedensten Typen in sehr unterschiedlichen Produktionen, darunter eine Reihe von Dokumentarspielen und Literaturadaptionen. In der ZDF-Krimiserie Der kleine Doktor hatte Leyrer mit dem Bürgermeister Gaston eine durchgehende Rolle. Zuletzt sah man ihn mehrfach in ambitionierten Inszenierungen Karl Fruchtmanns. Leyrer lebte zuletzt, in den 1980er Jahren, im hessischen Allendorf-Climbach. Ob er dort auch verstarb, ist derzeit unbekannt.

## Filmografie
- 1956: Pygmalion
- 1956: Robinson soll nicht sterben
- 1957: Montserrat
- 1958: Die große Woge
- 1958: Die Alkestiade
- 1959: So weit die Füße tragen
- 1960: Der Mann, der Donnerstag war
- 1961: Ein Außenseiter
- 1963: Der Fall Sacco und Vanzetti
- 1964: Das Lamm
- 1965: Das letzte Kapitel
- 1965: Mach‘s Beste draus
- 1966: Betriebsfest
- 1966: Der gute Mensch von Sezuan
- 1967: Der Revisor
- 1967: Der Prozeß der Jeanne D’Arc zu Rouen 1431
- 1968: Wie ein Hirschberger Dänisch lernte
- 1969: Umschulung
- 1969: Nachrichten aus der Provinz
- 1970: Tage der Rache
- 1972: Anna und Totò
- 1973: Hamburg Transit (eine Folge)
- 1974: Der kleine Doktor (mehrere Folgen)
- 1974: Krankensaal 6
- 1974: Die Kriegsbraut
- 1975: Feinde
- 1976: Ketten
- 1978: Gesche Gottfried

## Hörspiele (Auswahl)
- 1946: Er ist an allem schuld (von Lew Tolstoi, Regie: Cläre Schimmel), SDR
- 1946: Ein Bekenntnis (von Theodor Storm, Regie: Cläre Schimmel), SDR
- 1946: Armut (von Anton Wildgans, Regie: Alfred Vohrer), SDR
- 1946: Der Dieb (von Georg von der Vring, Regie: Alfred Vohrer), SDR
- 1946: Faust I (von Johann Wolfgang von Goethe, Regie: Cläre Schimmel), SDR
- 1947: Der Hauptmann von Köpenick (von Carl Zuckmayer, Regie: Alfred Vohrer), SDR
- 1948: Monsignores große Stunde (von Emmet Lavery, Regie: Sigmund Skraup), SDR
- 1948: Ein idealer Gatte (von Oscar Wilde, Regie: Walter Osten), SDR
- 1955: Die Jungfrau von Orleans (von Friedrich Schiller, Regie: Ulrich Lauterbach), HR
- 1955: Ein Denkmal wird entschleiert (von Hermann Stahl, Regie: Wilm ten Haaf), HR
- 1956: Die Räuberbande (von Leonhard Frank, Regie: Helmut Brennicke), BR
- 1956: Julia (von Friedrich Hebbel, Regie: Friedrich-Carl Kobbe), BR
- 1960: Die Nacht vor Weihnachten (von Nikolai Gogol, Regie: Friedhelm Ortmann), WDR
- 1961: König Ödipus (von Sophokles, Regie: Heinrich Koch), WDR
- 1961: Das große Welttheater (von Pedro Calderón de la Barca, Regie: Otto Kurth), BR
- 1963: Flucht in die Neujahrsnacht (von Michal Tonecki, Regie: Edward Rothe), WDR
- 1967: Der Herbst des Zauberers (von Gerhard Janner, Regie: Jiri Horcicka), HR
- 1967: Maria (von Isaak E. Babel, Regie: Ludwig Cremer), HR